# Palystes stuarti
Palystes stuarti là một loài nhện trong họ Sparassidae.
Loài này thuộc chi Palystes. Palystes stuarti được miêu tả năm 1996 bởi Croeser.